# Most Vidin-Kalafat
Most Vidin-Kalafat ili Most preko Dunava 2 (bug. Мост Видин-Калафат ili Dunav most 2, rum. Podul Calafat-Vidin) je cestovni i željeznički most
preko Dunava, koji povezuje grad Vidin u Bugarskoj i Kalafat u Rumunjskoj. 
Projekt je dio paneuropskoga transportnog koridora 4 i od velikoga značaja za građane jugoistočne Europe. Ovaj most koji je otvoren 14. lipnja 2013., otvorio je transportnu mrežu u Bugarskoj i njenu integraciju s europskim transportnim mrežama. To je drugi most na dijelu Dunava između Rumunjske i Bugarske. Most je izgradila španjolska tvrtka Fomento de Construcciones y Contratas za 226 milijuna eura.
Izgradnja je službeno počela 13. svibnja 2007. u Vidinu u prisustvu bugarskog premijera Sergeja Staniševa i posebnoga koordinatora Pakta stabilnosti za jugoistočnu Europu Erharda Buseka.